# Jahn Teigen
Jahn Teigen (Tønsberg, 27 de septiembre de 1949-Ystad, 24 de febrero de 2020), fue un músico y cantante noruego. Conocido internacionalmente por sus participaciones en el Festival de Eurovisión.

## Carrera

### Popol Vuh
Comenzó su carrera en los años sesenta, cuando lanzó algunos sencillos y un álbum con Enemies. Aunque, su lanzamiento comercial no llegaría hasta los años 70 como líder de la banda de rock Popol Vuh. Lanzaron tres álbumes de éxito, el primero en 1973. Su álbum más popular sería lanzado en 1976 con el título "Stolen From Time", pero bajo su nuevo nombre Popol Ace, para evitar confusiones con el grupo alemán del mismo nombre de los años 70. Popol Vuh era en realidad una palabra quiché que significa libro.

### Prima Vera
Jahn Teigen también fue parte del trío humorístico noruego Prima Vera, con Herodes Falsk y Tom Mathisen, que lanzaron siete álbumes entre 1977 y 1983. La mayoría consistían en versiones de conocidos éxitos pero con letras ridículas.

## Festival de Eurovisión
Participó en el Festival de Eurovisión por primera vez en el Festival de la Canción de Eurovisión 1978 celebrado en París con la canción "Mil etter mil" (Milla tras milla), que no recibió ningún punto. Fue la primera vez que un país no recibía puntuación con el actual sistema de votación. A pesar de la falta de reconocimiento internacional, la canción ganó el cariño de sus compatriotas. El sencillo dominó las listas noruegas por más de cuatro meses, permaneciendo en el top 10 noruego por más de diecinueve semanas consecutivas. A pesar de gozar de una carrera de más de 30 años, "Mil etter mil" sigue siendo el mayor éxito de Teigen.
Jahn Teigen volvió a Eurovisión en el Festival de la Canción de Eurovisión 1982 celebrado en Harrogate, Reino Unido, con la canción "Adieu" con Anita Skorgan (por entonces su esposa y con quien tuvo una hija) finalizando en 12.ª posición. En el Festival de la Canción de Eurovisión 1983, en Múnich, volvió a actuar en solitario, con Anita Skorgan y otras tres jóvenes haciendo los coros, con la canción "Do Re Mi", compuesta con Anita Skorgan, consiguiendo una respetable 9.ª posición. Teigen ha participado en catorce ocasiones en el Melodi Grand Prix, concurso en el que se elegir al representante noruego en el Festival de Eurovisión.

## Discografía

### Popol Vuh

#### Álbumes
- Popol Vuh (1973)
- Quiche Maya (1974)

### Popol Ace

#### Álbumes
- Stolen From Time (1974)
- Popoloddities (2003) Popol Ace Live!

##### Recopilatorios
- Popol Ace (1975)
- Cat of 9 Tales (1994)

### Jahn Teigen

#### Sencillos
- Mil etter mil (1978)
- Jeg gi'kke opp (1978)
- Har du lyst på litt mer (1979)
- Ja (1980)
- Bli bra igjen (1982)
- Do re mi (1983)
- Glastnost (1988)
- Slå på ring (1988)
- Optimist (1989)
- I skyggen av en drøm (1990)
- Gi meg fri (1992)
- Ensom natt (1993)

#### Álbumes
- Teigens tivoli (1977)
- This Year's Loser (1978)
- En dags pause (1979)
- Mentalkrem (1980)
- Klar dag/Instamatik (1982)
- Klovn uten scene (1988)
- Esilio paradiso (1992)
- Rondo (1993)
- Lys (1996)
- Magnet (2000)
- Utkledd som meg selv (2004)

##### Recopilatorios
- 67-76 (1976)
- All We Have Is The Past (1980)
- Hopp 78-83 (1983)
- Jahn Teigen (1989)
- Jahn Teigens beste: Litt av historien (1994)
- Fra null til gull (2004)

### Prima Vera

#### Álbumes
- Prima Vera (1978)
- Brakara (1978)
- Salmer og sanger vi gjerne hiver (1979)
- Den 5te (1981)
- Fisle Narrepanne i Tyrol (1981)
- Ha ha he he ho de gærne har'e godt (1982)
- Her kommer Olavs menn (1983)
- The Prima Vera Show (1999)

##### Recopilatorios
- The best of EBBA (1980)
- Absolute Prima Vera (1994)

### Jahn Teigen & Anita Skorgan

#### Sencillos
- Adieu (1982)
- Friendly (1983)

#### Álbum
- Cheek To Cheek (1983)